# Menczer Gusztáv (politikai fogoly)
| Menczer Gusztáv                           | Menczer Gusztáv                                      |
| Kattints az alábbi külső linkek egyikére! | Kattints az alábbi külső linkek egyikére!            |
| ----------------------------------------- | ---------------------------------------------------- |
| Nem található szabad kép.(?)              |                                                      |
| külső link · jogvédett                    | Elhunyt Menczer Gusztáv. KultúrPart. 2023. május 18. |

Menczer Gusztáv (Budapest, 1921. szeptember 14. – Budapest, 2011. október 31.) atléta, medikus. 1945–53 között politikai rab a Gulagon. 1990-től 2006-ig a Kárpótlás Társadalmi Kollégium elnöke. 1989-ben alapítója és haláláig elnöke a Szovjetunióban volt magyar Politikai Rabok és Kényszermunkások Szervezetének (SZORAKÉSZ). A Magyar Olimpiai Bizottság tiszteletbeli tagja.

## Élete

### A II. világháborúig
Az elemi és középiskola elvégzése után négy évet a Pázmány Péter Tudományegyetem Orvostudományi Karán tanult. Medikusként a MAC atlétája, rövidtávfutó volt. Ifjúságiként aranyjelvényes lett, 100 méteren 11 másodpercet, 200 méteren 22,8-et futott. Megnyerte a korosztályos bajnokságot, és tagja lett az utánpótlás-válogatottnak.
1944 októberében őt is besorozták. 1945 januárjában büntetésként negyven kilométert kellett gyalogolnia, utána két órára kikötötték. Másnap megszökött egy barátjával együtt. A nyilasok elfogták, és a számonkérőszék hadiszökevényként halálra ítélte. Úgy menekült meg, hogy vállalta, részt vesz egy rádiós tanfolyamon, de nem fejezte be, mert véget ért a háború.

### Letartóztatása és fogsága

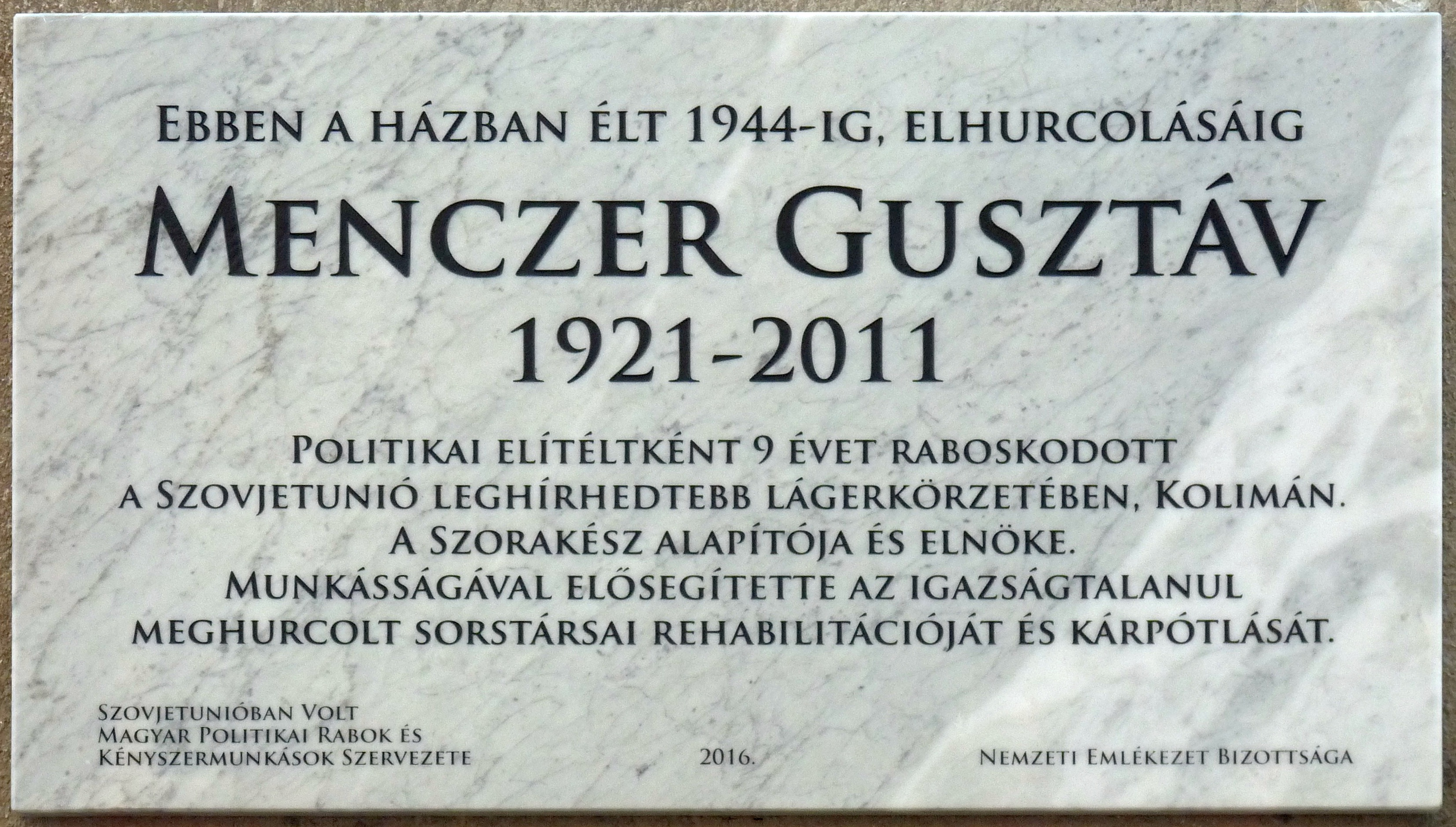
Emléktábla a lakóházán

1945 szeptemberében az orosz titkosrendőrség kémkedés vádjával letartóztatta (a rádiót keresték náluk), majd tíz év kényszermunkára ítélték. Közel egy hónapig szállították, ezalatt a vagonba zárt 80 emberből 11 meghalt. A harkovi lágerben a borzalmas körülmények, az étkezés hiányosságai és a kiszáradás miatt a testsúlya 36 kilóra csökkent. A tábori kórházban hasznosítani tudta orvosi tanulmányait, medikusként ápolta, gyógyította társait, sőt olykor az őröket is.
Menczer számos lágerben raboskodott: építette a Bajkál-Amur-Magisztral vasútvonalat, amiről az akkori sajtó azt állította, hogy önkéntes Komszomol-tagok dolgoztak rajta. Eljutott Kolimára, a leghírhedtebb Gulag-táborba is. Túlélte a -63 fokos hideget, a szenvedést, az éhezést, közben a legfontosabbnak az Istennel való kapcsolatát tartotta. Mivel változtatni nem tudott a helyzetén, elfogadta azt. Minden munkát elvégzett, mindenkin segíteni szeretett volna. Szellemi frissessége megőrzése érdekében sokat beszélgetett, olvasott és oroszul tanult.
Politikai rabként csaknem kilenc évet töltött a Gulagon, végül Sztálin halála után, 1953. december 3-án térhetett vissza Budapestre.

„Ma már tudhatjuk, hogy nincs kommunizmus. Az egész csak kitaláció, nem más, mint próbálkozás arra, hogy egy világnézeti filozófiával alátámasszák a bolsevizmust. Ez pedig nem más, mint annak kidolgozása, hogy melyik társadalmi csoporttal kell kezdeni a leszámolást, s ha ez sikerült, és a lehetséges ellenfeleket likvidálták, akkor ki lehet jelenteni, hogy mostantól népi demokrácia lesz. Igen, ki kell mondani, hogy a bolsevizmus nem más, mint a diktatúra irányítása egy kézben.”

– Menczer Gusztáv

### Hazatérése után
Bár a lágerben gyakorlatilag orvosnak képezte ki magát, de az egyetemet nem fejezhette be, ezért 1954-től a Pest Megyei Kőbányaipari Vállalat szállítási ellenőreként dolgozott. 1955–58-ig a Fővárosi Egészségügyi Szakiskolák Központjának vezetője, majd 1960-tól 1965-ig a Korányi kórház egyik vezetője volt. 1965–1970 között az Egészségügyi Minisztérium Szervezési és Információs Központjában dolgozott, 1971 és 1975 között önálló szinkrontolmács. 1976-tól a KSH, majd 1980-tól az Egészségügyi Minisztérium nemzetközi kapcsolatok osztályának munkatársa.
1990-től 2006-ig ő volt a Kárpótlás Társadalmi Kollégium elnöke. 1989-ben megalapította a Szovjetunióban volt magyar Politikai Rabok és Kényszermunkások Szervezetét, melynek elnöke volt haláláig.
A Kárpótlás Társadalmi Kollégiumának elnökeként kiemelkedően sokat dolgozott a holokauszt üldözöttei egyéni kárpótlásának megvalósítása érdekében. 2011. június 29-én magkapta a Magyar Köztársasági Érdemrend középkeresztje a csillaggal kitüntetést a politikai üldözöttekért végzett áldozatos tevékenységért.
Négy hónappal később, életének 91. évében, súlyos betegség következtében hunyt el.

## Könyve
Menczer, Gusztáv. A Gulag rabtelepei - A bolsevizmus népirtásának színtere [archivált változat]. Budapest: Századvég (2007). ISBN 978-963-734-039-0. Hozzáférés ideje: 2015. január 1. [archiválás ideje: 2015. január 1.]
A szerző a saját történetén kívül három másikat is közread: a suhancként elhurcolt Molnár György és a katonatiszt Kopácsy Zoltán visszaemlékezése mellett Kassay Kázmér korábban megjelent írásából is közöl részleteket.
A könyve megírásával Menczer Gusztáv be akarta mutatni azt az irracionalitást, ahogy ugyanabba a börtönbe kerültek nyilasok és ellenállók, ahogy a koncepciós perek elérték a kommunistákat és a háborús bűnösöket, ahogy az Auschwitzból szabadult zsidók az ÁVH börtöneibe, sőt újra vagonba és fogolytáborba kerültek.
El akarta mondani, hogy már 1945 előtt 12 ezer magyart listázott az orosz titkosrendőrség, akiket Magyarország elfoglalása után rabszolgává kívántak tenni. Beszélni akart arról, hogy a 760 ezer magyar hadifogolyból 223 tért haza, hogy ötvenezer polgári személyt internáltak, negyvenezret szovjet hadbíróságon ítélték el, akik közül kétezerre azonnali kivégzés várt, 38 ezren a Gulagon pusztultak el.
Az írás a mártírokról szól, és a történelmi amnéziát szeretné megszüntetni.

## Családja
Fia Menczer Gusztáv sokszoros magyar bajnok futó.
Két lánya van: Menczer Erzsébet, a Fidesz parlamenti képviselője, apja halála után a SZORAKÉSZ elnöke, a Szovjetunióba hurcolt magyar politikai rabok és kényszermunkások emléknapját elrendelő országgyűlési határozat előterjesztője, valamint Menczer Judit.